# Ya’akov Schabtai

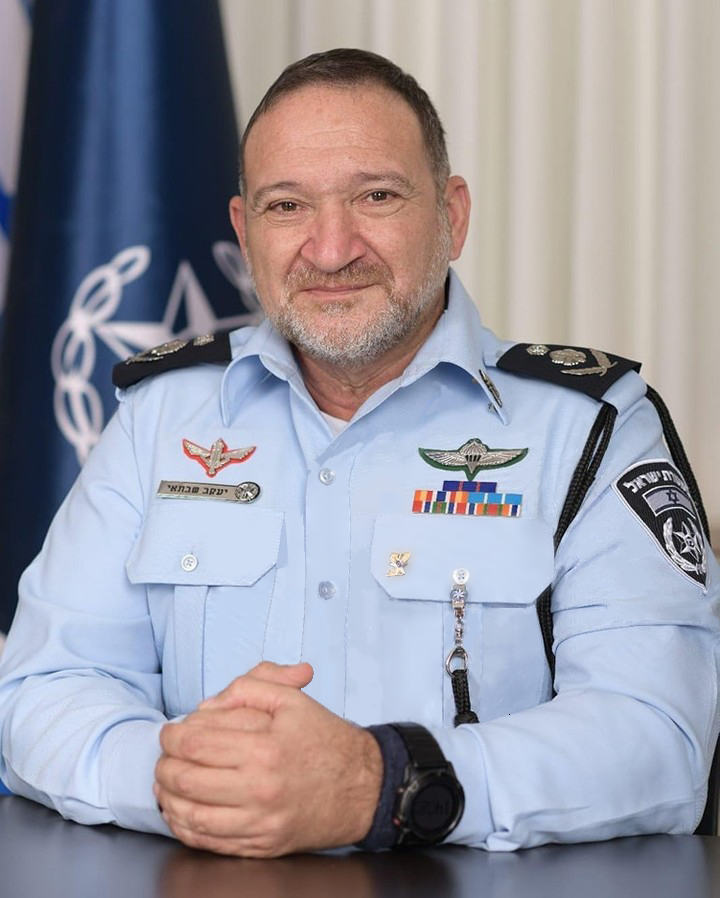
Yaʿakov Schabtai (2022)

Ya’akov „Kobi“ Schabtai (hebräisch יעקב (קובי) שבתאי; * 11. November 1964 in Aschkelon) ist ein israelischer Polizist und war vom 17. Januar 2021 bis zum 17. Juli 2024 der 19. israelischer Polizeipräsident (רב-ניצב, Rav-Nitzav). Zuvor war Schabtai Kommandeur des israelischen Grenzschutzes (Magav).
Ya’akov Schabtai ist nicht zu verwechseln mit dem Schriftsteller gleichen Namens (meist Yaakov Shabtai geschrieben). Für beider Namen, hebräisch יעקב שבתאי, sind in lateinischer Schrift variierende Schreibweisen belegt.

## Biographie
Schabtai wurde am 11. November 1964 als Kind irakisch-jüdischer Einwanderer in Aschkelon geboren. Schabtai schloss sein Hochschulstudium mit einem Bachelor in Betriebswirtschaft und einem Master in Pädagogik ab. Er ist verheiratet und hat drei Töchter, von denen zwei ebenfalls bei der israelischen Polizei beschäftigt waren. Er lebt in Pardes Chana-Karkur.

## Laufbahn

### Bei den israelischen Streitkräften
Schabtai wurde 1982 in das 202. Bataillon der Fallschirmjäger-Brigade aufgenommen und am Ende seines Militärdienstes im Jahr 1987 im Rang eines Hauptmanns (seren) entlassen.

### Beim israelischen Grenzschutz
Im Jahr 1991 trat Schabtai der Grenzpolizei bei. 1994 war er als Kommandant des Grenzpostens Erez zum Gazastreifen eingesetzt. Während eines Angriffes am Kontrollpunkt im Juli 1994 wurde er bei dem Versuch, einen in der Gegend gefangenen Zivilisten zu retten, durch Schüsse verletzt. Nach ärztlicher Behandlung kehrte er auf seinen Posten zurück. Für seinen Einsatz wurde er von der Polizei mit der Medaille der israelischen Polizei für herausragende Verdienste ausgezeichnet.
In späteren Positionen war er Kommandeur der Anti-Terror-Schule des Grenzschutzes und Kommandeur der Barak-Einheit, einer von ihm gegründeten Einheit zur Verbrechensbekämpfung im Bezirk Tel Aviv. 2001 wurde er zum Kommandeur der Polizei von Bethlehem ernannt und bei einem Zusammenstoß mit palästinensischen Aufrührern verwundet.
Im Jahr 2002 wurde Schabtai zum Kommandanten des Nordbezirkes ernannt. Am 12. Januar 2003 verfolgte er eine Terroristengruppe, die zuvor die Siedlung Gadisch infiltriert und die Sicherheitspatrouille des Regionalrates von Gilboa ermordet hatte. Während der Kämpfe wurde er durch einen Schuss verletzt. Für den Einsatz wurde er zusammen mit Kollegen mit der Medaille des Mutes ausgezeichnet.
Später fungierte Schabtai als Koordinierungs- und Einsatzoffizier in der Einsatzleitzentrale im Nationalen Hauptquartier der israelischen Polizei in Jerusalem.
Im Jahr 2010 wurde er zum Kommandeur des Westjordanlandes und übte diese Position bis September 2013 aus. Danach wurde er erneut befördert und zum Kommandeur des Gusch Dan ernannt. Im Februar 2016 wurde er zum Kommandeur des Grenzschutzes ernannt und zum Nitzav (Generalmajor) befördert.

### Im Amt des Polizeipräsidenten der israelischen Polizei

Achselschlaufe des Polizeichefs

Am 15. Dezember 2020 wurde Schabtai von Justizminister Amir Ohana zum Polizeipräsidenten ernannt. Am 17. Januar 2021 genehmigte die Regierung seine Ernennung.
Unter seinem Kommando standen rund 35.000 Polizeiangehörige, darunter die Angehörigen des Grenzschutzes und diverser Spezialeinheiten. Der Bestand besteht sowohl aus Berufsbeamten als auch aus Wehrpflichtigen, die ihren Grundwehrdienst bei der Polizei leisten, und wird von 70.000 Freiwilligen der Zivilgarde ergänzt, die in Teilzeitarbeit die Polizei ihrer eigenen Gemeinden unterstützen.
Am 25. April 2021 befahl Schabtai nach gewaltsamen Protesten die Entfernung von Absperrungen, die den Zugang zum Damaskustor in Ostjerusalem versperrten.
Im Februar 2022 flog Schabtai als erster Polizeichef Israels in die Vereinigten Arabischen Emirate (VAE) und traf dort mit Vertretern des Innenministeriums der VAE zusammen. Außerdem tauschte er sich mit seinen arabischen Amtskollegen aus Dubai und Abu Dhabi aus.
Im Juli 2022 sandte er eine in der Öffentlichkeit vielbeachtete Warnung an seine Vorgesetzten: „Die israelische Polizei steckt in einer Krise“, sagte er an den Parlamentsausschuss für öffentliche Sicherheit gerichtet, „wir stehen vor einer Situation, in der die Polizei, wie wir sie kennen, in 18 Monaten nicht mehr existieren könnte.“ Unter Berufung auf gesetzliche Löhne, unangemessene Arbeitsbelastung und Burn-out waren seit Jahresbeginn über 465 Polizeimitarbeiter von ihrem Dienst zurückgetreten, zusätzlich zu den 628 Beamten, die in den Ruhestand gingen, dazu weitere 47, die entlassen wurden. Im Vergleich dazu traten im Jahr 2021 824 Polizisten zurück, im Jahr 2020 450, im Jahr 2019 580 und im Jahr 2018 467. Schabtai wurde dafür kritisiert, dass er sich für eine deutliche Lohnerhöhung, insbesondere für Nachwuchskräfte, einsetzte.
Im August 2022 traf er in Marokkos Hauptstadt Rabat ein, wo er mit dem Generaldirektor für nationale Sicherheit und territoriale Überwachung, Abdellatif Hammouchi, Gespräche führte.
Nach einer Massenpanik auf dem Har Meron am 29. April 2021 sagte Schabtai, er werde nicht zulassen, dass die Polizei für die Massenpanik zum Sündenbock gemacht werde.
In den ersten Monaten des Jahres 2023 war Schabtai als oberster Polizist besonders gefordert, als die Einsatzkräfte der Polizei bei Massenkundgebungen gegen die Reform des Justizsystems, die jede Woche an vielen Orten zugleich stattfanden, die öffentliche Ordnung gewährleisten mussten.
2023 verlangten israelisch-arabische Politiker seine Abberufung wegen Araberfeindlichkeit, nachdem im April des Jahres ein Gesprächsmitschnitt öffentlich wurde, in der Schabtai gesagt hatte: „Es gibt nichts, was wir tun können. Sie bringen einander um. Es ist in ihrer Natur. Das ist die Mentalität der Araber.“ Laut Zeitungsberichten fiel diese Bemerkung bei einem privaten Treffen mit Verteidigungsminister Itamar Ben-Gvir, das sich mit der Bekämpfung von Kriminalität in der arabischen Gesellschaft Israels und der Einrichtung einer Nationalgarde befasste. Am 25. Juni 2023 gab Ben-Gvir bekannt, dass Schabtais Amtszeit im Januar 2024 enden werde. Es hatte bereits länger Spannungen zwischen Schabtai und dem Minister gegeben, seit der Minister versuchte, mehr Einfluss auf die Polizei auszuüben. Sein Ausscheiden erfolge auf eigenen Wunsch, erklärte Schabtai später vor der Presse, unter den gegebenen Umständen werde er keine zweite Amtszeit anstreben. Jedoch widerrief Schabtai seine Entscheidung rund einen Monat danach und bat den Justizminister darum, seine Amtszeit um ein weiteres Jahr zu verlängern.
Am 29. September 2023 traf sich Schabtai erneut mit dem Polizeichef von Abu Dhabi. Während des Treffens erörterten beide Seiten eine Reihe von Polizei- und Sicherheitsfragen.
Seit Beginn der Angriffe der Hamas auf Israel am 7. Oktober 2023 gab Schabtai den Tod von 58 Polizisten bekannt. Er kündigte eine Nulltoleranz-Politik gegenüber Antikriegsdemonstrationen in Israel an und drohte Palästinensern mit israelischer Staatsbürgerschaft und anderen Demonstranten, die gegen israelische Angriffe auf Gaza protestierten, mit ihrer Deportation in den Gazastreifen.
Im Januar 2024 verlängerte Minister Ben-Gvir die Amtszeit Schabtais bis zum 17. Juli 2024. Am 6. März 2024 gab die staatliche Untersuchungskommission bekannt, dass der noch im Amt befindliche Polizeichef Schabtai für die Massenpanik am Har Meron wegen unzureichender Sicherheitsvorkehrungen mitverantwortlich sei und empfahl, ihn aus seinem Amt zu entlassen. Schabtai teilte daraufhin mit, dass er die Verantwortung übernehme und bereit sei zurückzutreten, wenn die Regierung dies beschließe.
Im Juni 2024 forderte Schabtai die Öffentlichkeit mit Blick auf die Einmischung des Verteidigungsministeriums in die Arbeit der Polizei dazu auf, den unpolitischen Charakter der Polizei anzuerkennen. „Die israelische Polizei ist nicht politisch, war es nie und darf es auch nie sein, und sie ist auch nicht die Privatarmee eines bestimmten Ministers“, betonte er und fuhr fort, wie wichtig es sei, die Unabhängigkeit und Autonomie der Polizei im Sinne der Rechtsstaatlichkeit zu wahren. Schabtais Äußerungen erfolgten vor dem Hintergrund anhaltender Spannungen mit Ben-Gvir, der wegen seiner Versuche, Einfluss auf Polizeieinsätze zu nehmen, vom amtierenden Polizeichef kritisiert wurde, was in der Vergangenheit auch zu öffentlichen Auseinandersetzungen und hitzigen Diskussionen zwischen den beiden führte. Bei der Abschiedszeremonie im Juli 2024 teilte Präsident Jitzchak Herzog diese Position und forderte alle gewählten Minister auf, die Polizei aus der Politik herauszuhalten. „Die Polizei gehöre dem Staat, wir, die Bürger müssen ihre Partner sein“, sagte Herzog, „und sie müssen alle unsere Partner sein – bei dem Bemühen, eine funktionierende, rechtsstaatliche und demokratische Gesellschaft aufrechtzuerhalten.“ Premierminister Netanyahu und Minister Ben-Gvir nahmen an der Veranstaltung nicht teil. Als Nachfolger Schabtais wurde Avschalom Peled berufen.

## Galerie

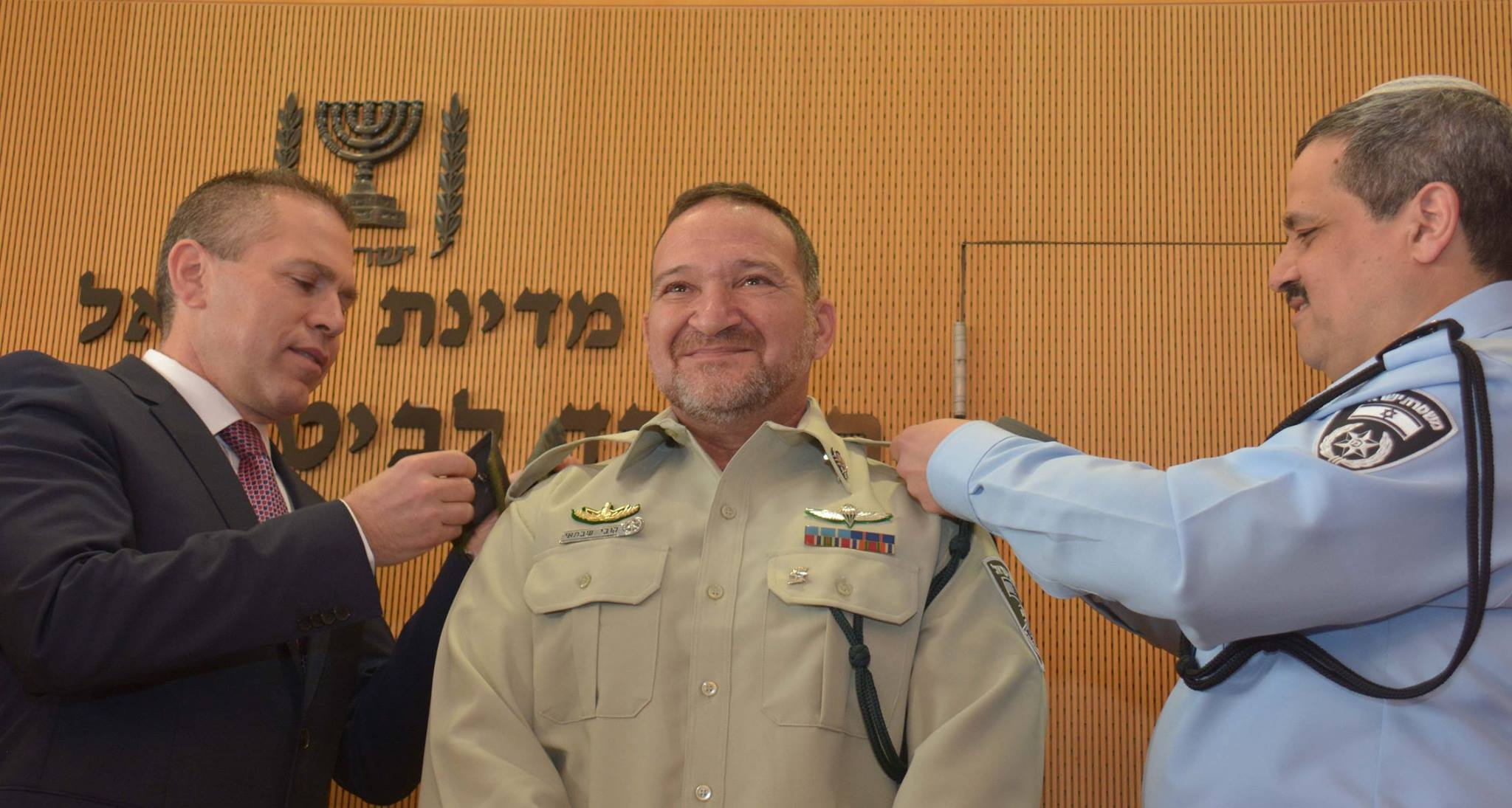
Schabtai bei seiner Beförderung zum Kommandeur des Grenzschutzes mit Gilad Erdan und dem 17. Polizeichef Roni Alscheich
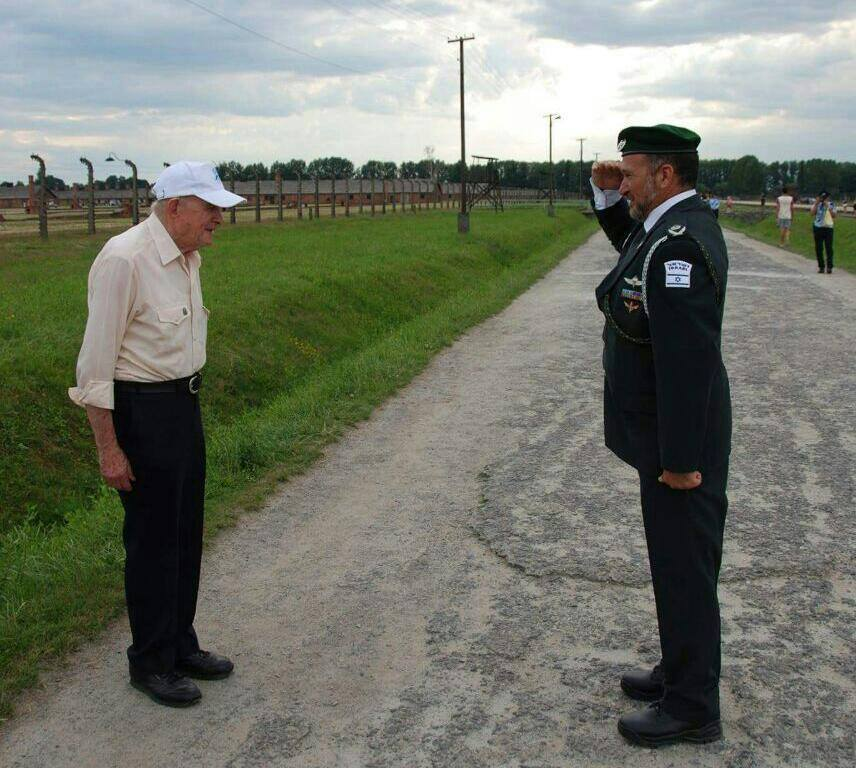
Schabtai bei einem Besuch des KZ Auschwitz-Birkenau. Ehrfürchtig grüßt er den Überlebenden Mordechai Chechenover
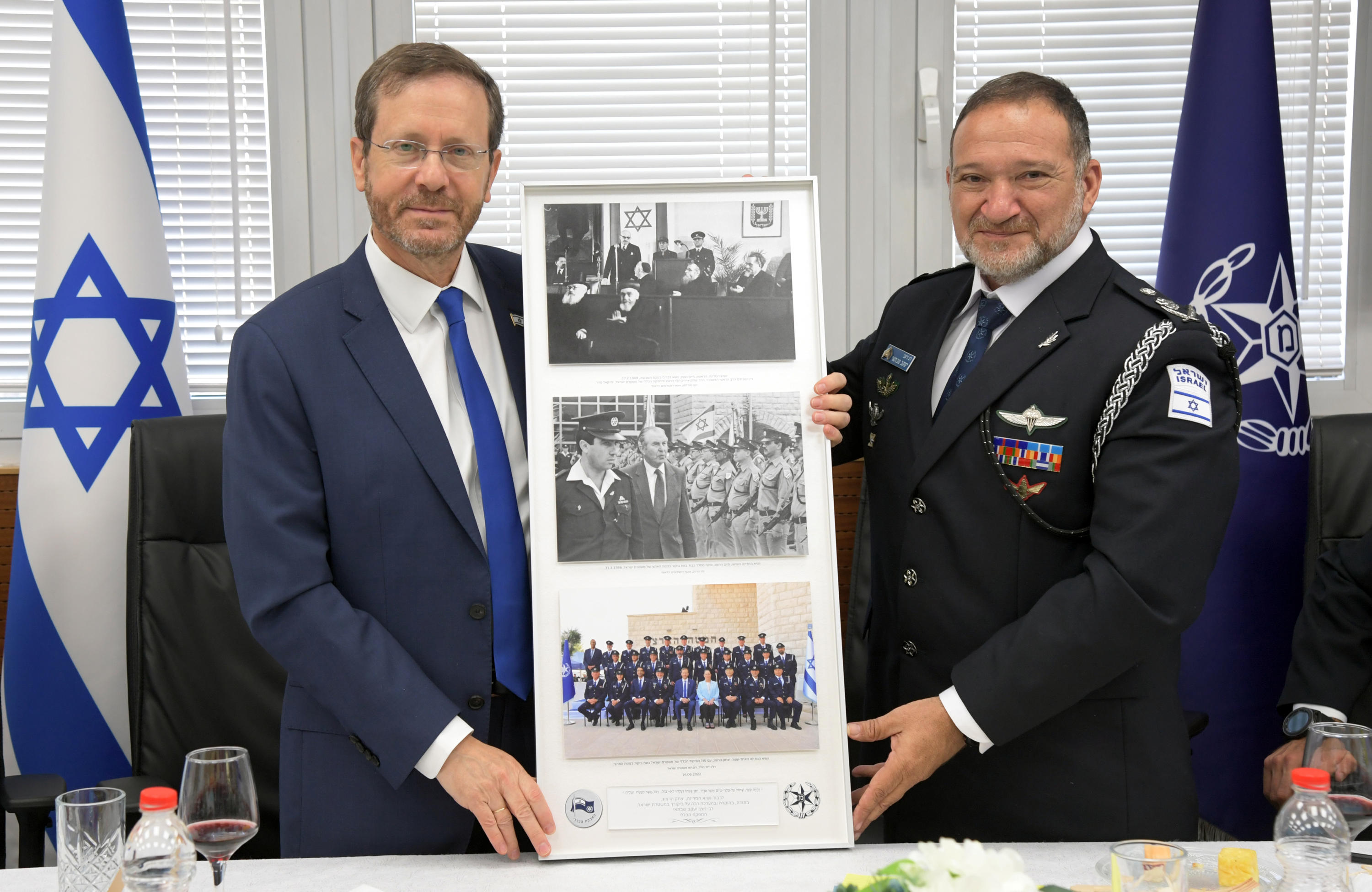
Schabtai und der Präsident des Staates Israel, Jitzchak Herzog
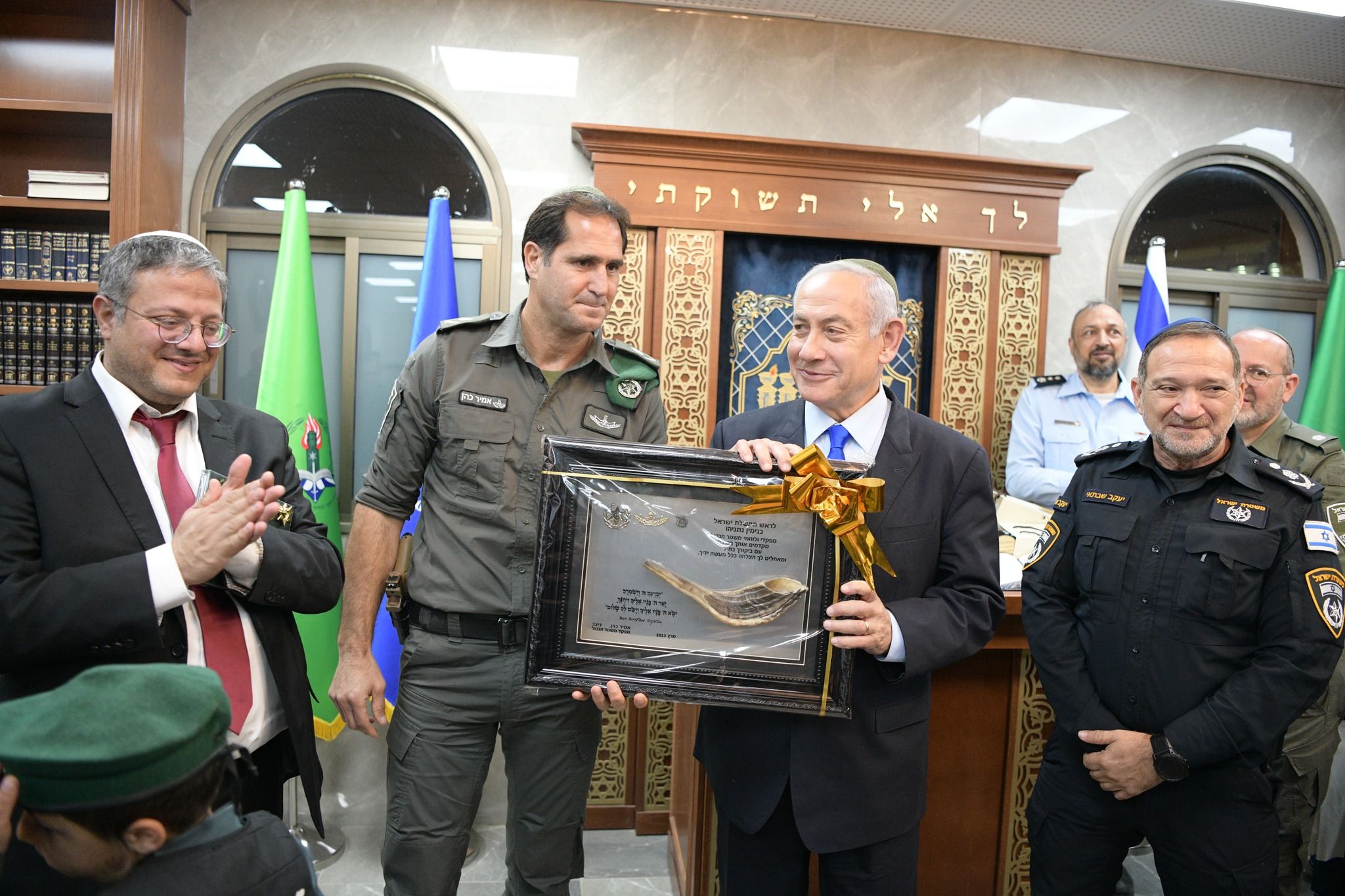
Schabtai mit Benjamin Netanjahu, Itamar Ben-Gvir und Amir Cohen, Kommandant des Grenzschutzes